# Craterocyphus simplicicornis
Craterocyphus simplicicornis är en skalbaggsart som beskrevs av S. Endrödi 1960. Craterocyphus simplicicornis ingår i släktet Craterocyphus och familjen Aphodiidae. Inga underarter finns listade i Catalogue of Life.